# Scatimus pacificus
Scatimus pacificus là một loài bọ cánh cứng trong họ Bọ hung (Scarabaeidae).